# Isobutilgermano
El isobutilgermano (IBGe, fórmula química: (CH3)2CHCH2GeH3, es un compuesto de organogermanio. Es un líquido incoloro y volátil que se utiliza en MOVPE (Metalorganic Vapor Phase Epitaxy) como alternativa al germano. El IBGe se utiliza en la deposición de películas de Ge y películas finas semiconductoras que contienen Ge, como el SiGe en aplicaciones de silicio tenso, y el GeSbTe en aplicaciones NAND Flash.

## Propiedades
El IBGe es una fuente líquida no pirofórica para la deposición química en fase vapor (CVD) y la deposición de capas atómicas (ALD) de semiconductores. Posee una presión de vapor muy alta y es considerablemente menos peligroso que el gas germano. El IBGe también ofrece una temperatura de descomposición más baja (el inicio de la descomposición se produce a unos 325-350 °C), junto con las ventajas de una baja incorporación de carbono y una reducción de las impurezas elementales del grupo principal en el germanio cultivado epitaxialmente que comprende capas como Ge, SiGe, SiGeC, silicio tenso, GeSb y GeSbTe.

## Usos
Rohm and Haas (ahora parte de The Dow Chemical Company), el IMEM y el CNRS han desarrollado un proceso para hacer crecer películas de germanio sobre germanio a bajas temperaturas en un reactor de epitaxia en fase vapor metalorgánica (MOVPE) utilizando isobutilgermano. El objetivo de la investigación son los heterodispositivos Ge/III-V. Se ha demostrado que se puede conseguir el crecimiento de películas de germanio de alta calidad a temperaturas tan bajas como 350 °C. La baja temperatura de crecimiento de 350 °C que se consigue con este nuevo precursor ha eliminado el efecto memoria del germanio en los materiales III-V. Recientemente, el IBGe se utiliza para depositar películas epitaxiales de Ge sobre un sustrato de Si o Ge, seguido de la deposición MOVPE de capas de InGaP e InGaAs sin efecto memoria, para permitir células solares de triple unión y la integración de compuestos III-V con Silicio y Germanio. Se demostró que el isobutilgermano también podía utilizarse para el crecimiento de nanocables de germanio utilizando oro como catalizador.

## Otras lecturas
- IBGe: Brief description from National Compound Semiconductor Roadmap.
- Élaboration et Physique des Structures Épitaxiées (LPN) Hétérostructures III-V pour l’optoélectronique sur Si: Article in French from LPN-CNRS, France.
- Designing Novel Organogermanium OMVPE Precursors for High-purity Germanium Films (enlace roto disponible en Internet Archive; véase el historial, la primera versión y la última).; Journal of Crystal Growth, January 25, 2006.
- Ge Precursors for Strained Si and Compound Semiconductors; Semiconductor International, April 1, 2006.
- Development of New Germanium Precursors for SiGe Epitaxy; Deo Shenai and Egbert Woelk, Presentation at 210th ECS Meeting, Cancun, Mexico, October 29, 2006.